# Поль Гаріта
Поль Арнольд Гаріта (фр. Paul Arnold Garita, нар. 18 червня 1995, Дуала) — камерунський футболіст, нападник ізраїльського клубу «Хапоель» (Беер-Шева).

## Ігрова кар'єра
Народився 18 червня 1995 року в місті Дуала, Камерун. У ранньому віці Поль переїхав до Франції, де займався футболом у клубі «Венсенн», а 2010 року приєднався до академії «Шатору». Дорослу футбольну кар'єру розпочав 2012 року в основній команді того ж клубу, в якій провів чотири сезони, взявши участь у 29 матчах чемпіонату, але основним гравцем так і не став.
7 січня 2016 року за 50 000 фунтів стерлінгів Гаріта був проданий у англійський «Бристоль Сіті», але у цій команді так і не зіграв жодного матчу, натомість здавався в оренду у клуб «Плімут Аргайл». У травнів 2018 року він покинув «Бристоль Сіті» у статусі вільного агента. 
31 серпня 2018 року Гаріта приєднався до бельгійського «Шарлеруа», але  одразу ж був відданий в оренду команді «Дюнкерк» з третього французького дивізіону. Згодом у цьому ж дивізіоні камерунець грав також в оренді за «Булонь» і «Вільфранш», а також як повноцінний гравець, представляючи «Бур-ан-Бресс Перонна».
12 липня 2022 року Гаріта підписав дворічний контракт з румунським «Арджешем». Тут африканець відіграв наступний сезон своєї ігрової кар'єри, але не зміг врятувати від вильоту з Суперліги, після чого 9 липня 2023 року приєднався до клубу другого за рівнем дивізіону Саудівської Аравії «Аль-Фейсалі».
8 серпня 2024 року Гаріта підписав дворічний контракт з ізраїльським «Хапоелем» (Беер-Шева), з яким у першому ж сезоні виграв Кубкок Ізраїлю.

## Статистика виступів

### Статистика клубних виступів
Станом на 3 березня 2024
| Сезон             | Команда                | Чемпіонат         | Чемпіонат | Чемпіонат | Національний кубок | Національний кубок | Національний кубок | Континентальні кубки | Континентальні кубки | Континентальні кубки | Інші змагання | Інші змагання | Інші змагання | Усього | Усього |
| Сезон             | Команда                | Ліга              | Ігор      | Голів     | Ліга               | Ігор               | Голів              | Ліга                 | Ігор                 | Голів                | Ліга          | Ігор          | Голів         | Ігор   | Голів  |
| ----------------- | ---------------------- | ----------------- | --------- | --------- | ------------------ | ------------------ | ------------------ | -------------------- | -------------------- | -------------------- | ------------- | ------------- | ------------- | ------ | ------ |
| 2016–17           | «Плімут»               | 2ФЛ               | 14        | 2         | КА+КЛ              | 3+0                | 0                  | -                    | -                    | -                    | ТФЛ           | 0             | 0             | 17     | 2      |
| 2017–18           | «Бристоль Сіті»        | ЧФЛ               | 0         | 0         | КА+КЛ              | 0                  | 0                  | -                    | -                    | -                    | -             | -             | -             | 0      | 0      |
| 2018–19           | «Дюнкерк»              | НЧ                | 25        | 9         | КФ                 | 1                  | 1                  | -                    | -                    | -                    | -             | -             | -             | 26     | 10     |
| 2019–20           | «Булонь»               | НЧ                | 18        | 4         | КФ                 | 1                  | 0                  | -                    | -                    | -                    | -             | -             | -             | 19     | 4      |
| 2020–21           | «Вільфранш»            | НЧ                | 18+2      | 7+1       | КФ                 | 1                  | 0                  | -                    | -                    | -                    | -             | -             | -             | 21     | 8      |
| 2021–22           | «Бур-ан-Бресс Перонна» | НЧ                | 32        | 10        | КФ                 | 2                  | 1                  | -                    | -                    | -                    | -             | -             | -             | 34     | 11     |
| 2022–23           | «Арджеш»               | СЛ                | 29+9      | 9+5       | КР                 | 2                  | 0                  | -                    | -                    | -                    | -             | -             | -             | 40     | 14     |
| 2023–24           | «Аль-Фейсалі»          | 1Д                | 24        | 10        | KC                 | 1                  | 1                  | -                    | -                    | -                    | -             | -             | -             | 25     | 11     |
| Усього за кар'єру | Усього за кар'єру      | Усього за кар'єру | 171       | 57        |                    | 11                 | 3                  |                      | -                    | -                    |               | -             | -             | 182    | 60     |

## Титули і досягнення
- Володар Кубка Ізраїлю (1):

«Хапоель» (Беер-Шева): 2024/25
- Володар Суперкубка Ізраїлю (1):

«Хапоель» (Беер-Шева): 2025